# Campeonato Mundial de Atletismo Sub-20 de 2024
El Campeonato Mundial de Atletismo Sub-20 2024 fue la vigésima edición de la máxima competición de atletismo de carácter internacional juvenil. Se celebró en Lima, Perú entre el 27 y el 31 de agosto de 2024.
Inicialmente la sede del certamen iba a ser en abril de 2023, sin embargo, la ciudad anunció que no podría recibir el campeonato debido a la inestabilidad política en la que se encontraba el país.